# Клод Кампањ
Клод Кампањ (фр. Claude Campagne) је псеудоним под којим је писао француски књижевни и брачни пар Брижит (1928–2009) и Жан-Луј (1914–1995) Дибреј (Brigitte и Jean-Louis Dubreuil). Најпознатије њихово дело је тинејџерски роман Збогом мојих петнаест година који је постигао светски успех.
Збогом мојих петнаест година је једино дело овог пара преведено на српски језик. Први пут је објављен 1966. и доживео је неколико издања, последње 2020. године.

## Биографија
Жан-Луи Дибреј био је дипломирани политичар који се укључио у издаваштво, књижевни и новинарски свет Париза педесетих година 20. века. Као новинар и романописац покренуо је 1942. године илустровани недељник за младе Сироко (Siroco), тада гласило Француске католичке женске акционе лиге (Ligue féminine d'action catholique française). Такође је, додуше неуспешно, учествовао у покретању неколико других часописа. Осим издавачким радом, бавио се и писањем кратких прича, које објављује у различитим часописима.
Брижит Дибреј, рођена је као Брижит Уре (Brigitte Huret) у Булоњској регији, на француској обали. Упознала је Жан-Луја као млада девојка, у дому своје сестре.
Када су склопили брак и преселили се из Париза у Булоњ на мору, живот супружника из корена се мења. Жан-Луј почиње да ради као поморски трговац, преузимајући посао свога таста. Поморска трговина касније ће се често појављивати у многим његовим делима. У браку су добили шесторо деце. И један њихов син, Жорж Дибреј (Grégoire Dubreuil), је писац.
Брачни пар Дибреј почиње заједно да пише романе под псеудонимом Клод Кампањ. Најпознатије њихово дело је роман Збогом мојих петнаест година, који је штампан у више од 650.000 примерака, од чега 450.000 само у Француској. Роман је преведен на 11 језика и награђен Великом наградом за књижевност Савеза родитеља средњошколаца и студената у Француској (Grand Prix de Littérature de la Fédération des Parents d'Elèves des Lycées et Collèges de France). Године 1971. у Француској је емитована ТВ серија од 19 епизода снимљена по овом популарном роману, која је касније неколико пута репризирана.
Много касније, после интимних и духовних преокрета, пар ће написати нове наставке саге о Сунчаном сату, замку на селу у коме живи јунакиња романа Збогом мојих петнаест година. То су романи Дан када ме је Бог подучавао (Le Jour où Dieu m'a tutoyé) и Гијомом, или бродоломно сећање (Guillaume ou la mémoire naufragée).
Под псеудонимом Клод Кампањ Брижит и Жан-Луи  Дибреј написали су седам књига. Брижит је под истим псеудонимом, после Жан-Лујеве смрти, написала још четири.
Брижит Дибреј је 1990. године упознала издавача Кристијана Навара, који је подстиче да поново објављује. Жан-Луи Дибреј умро је 3. јануара 1995. Брижит му је посветила књигу сећања под насловом Ово пролеће које сам желела да вам дам (Ce printemps que je voulais t'offrir). После мужевљеве смрти Брижит је објавила још неколико дела и реиздање популарног романа Збогом мојих петнаест година. Свој последњи роман Плава свеска предала је издавачу 2008. али није дочекала његово објављивање. Умрла је 24. децембра 2009. Роман је објављен постхумно 2012. године. Под својим именом објавила је две књиге, а Жан-Луј четири.

### Дела потписана псеудонимом Клод Кампањ
Дела која су написали заједно:
- Збогом мојих петнаест година (Adieu mes quinze ans, 1960)
- Деца магле (Les Enfants de la brume, 1969)
- Један дечак, једна девојчица (Un garçon, une fille, 1969)
- Петнаест прича о пријатељству (Quinze histoires d'amitié, 1972)
- Дан када ме је Бог подучавао (Le Jour où Dieu m'a tutoyé, 1984)
- Кућа без кључа (La Maison sans clé, 1986)
- Гијомом, или бродоломно сећање (Guillaume ou la mémoire naufragée, 1988)

Дела која је написала Брижит Дибреј:
- Млада девојка са севера (La Jeune Fille venue du nord, 2001)
- Моје звезде за вашу огрлицу (Mes Étoiles pour ton Collier, 2001)
- Једна немогућа љубав (Un Impossible amour, 2004)
- Плава свеска (Le Cahier bleu, 2012)

### Дела која је Брижит Дибреј објавила под својим именом
- Прича о беби Исусу (Histoire de l’enfant Jésus, 1954)
- Ово пролеће које сам желела да вам дам (Ce printemps que je voulais t'offrir, биографија пара, 2001)

### Дела која је Жан-Луи Дибреј објавио под својим именом
- 1846-1946. Једна породица, једна фабрика (1846-1946. Une famille, une usine, 1948)
- Le Capitaine du Jamboree (1951)
- Живети А.Б.Ц. (L'A.B.C. vivant, 1953)
- Експедиција за помоћ (Expédition de secours, 1957)